# Allacher Straße
Die Allacher Straße ist eine Innerortsstraße in den Stadtbezirken Moosach (Nr. 10) und Allach-Untermenzing (Nr. 23) von München.

## Verlauf
Die Straße beginnt in Fortsetzung der Nederlinger Straße am Wintrichring mit einer großzügig ausgebauten Kreuzung (die vor den 1970er Jahren die Bezeichnung Maria-Ward-Platz trug) und führt mit zunächst getrennten, mehrspurigen Richtungsfahrbahnen nach Nordwesten. Sie überquert auf einer Brücke den Straßenzug Am Kapuzinerhölzl/Bauberger Straße  und anschließend die Bahnstrecke München–Regensburg südlich des  Bahnhofs München-Moosach. Die weiterhin großzügig ausgebaute Straße setzt sich nach Nordosten fort, trifft auf die vom Moosacher Bahnhof kommende Untermenzinger Straße und überquert den kleinen Hartmannshofer Bach. Sie kreuzt die Waldhornstraße und verlässt auf der Höhe der Ernst-von-Beling-Straße die gut ausgebaute Trasse, die sich als Von-Kahr-Straße nach Westen zum historischen Dorfzentrum von Untermenzing fortsetzt. Die Allacher Straße nimmt einen nördlicheren Verlauf und führt, nunmehr nur noch zweispurig, zur Krautheimstraße und unterquert anschließend in einer 1985 eröffneten Unterführung mit einer lichten Höhe von nur 2,30 m die Bahnstrecke München–Treuchtlingen. Die Straße führt nunmehr im Stadtteil Allach zur in Nord-Süd-Richtung parallel zur Würm verlaufenden Eversbuschstraße, an der sie endet.

## Geschichte und Namensgeber
Die im Jahr 1913 benannte Straße trägt ihren Namen nach dem heutigen, 1938 eingemeindeten Münchner Stadtteil Allach, zu dem sie führt.

## Öffentlicher Verkehr
Durch den südöstlichen Straßenabschnitt verkehrt die Metrobuslinie 51, zwischen Karautheimstraße und Waldhornstraße bedient die Stadtbuslinie 163 die Allacher Straße, im Abschnitt bis zur Nederlinger Straße verkehren die Linien 164 und 165.

## Denkmalgeschützte Gebäude
Die Allacher Straße weist keine unter Denkmalschutz stehenden Gebäude auf.

## Wegkreuze
- Holzkreuz an der Einmündung der Netzerstraße, vor 1900
- bei Nr. 251: Holzkreuz mit Mariengrotte
- Nr. 260: Holzkreuz unter einer Eiche